# Ryan Johnson (football)
Ryan Johnson est un footballeur international jamaïcain né le 26 novembre 1984 à Kingston. Il évolue au poste d'attaquant.

## Biographie

### Club
Le 12 décembre 2012, Ryan Johnson et la Jamaïque sont éliminés de la Coupe caribéenne des nations 2012 en perdant 1-0 contre Cuba. Ils ne sont de fait pas qualifié pour la Gold Cup 2013. Quelques heures plus tard, le transfert de Johnson aux Portland Timbers est annoncé.